# Bunihara
Bunihara is een bestuurslaag in het regentschap Serang van de provincie Banten, Indonesië. Bunihara telt 3508 inwoners (volkstelling 2010).